# Луиз Буржоа
Луиз Буржоа (на френски: Louise Bourgeois) е американска скулпторка и художничка от френски произход.

## Биография
Родена е на 25 декември 1911 г. в Париж. Родителите ѝ развиват бизнес, свързан с реставрация и търговия на старинни гоблени. В продължение на 10 години заедно със семейството живее и гувернантката ѝ, която не крие, че е любовница на бащата.
През 20-те години на 20 век започва да се занимава с изкуство. Следва за кратко математика в Сорбоната и посещава школите по рисуване на Фернан Леже, Андре Лот, Касандра и Пол Колен.
През 1937 г. се омъжва за американския изкуствовед Робърт Голдуотър, на следващата година заминава за Съединените щати, установява се в Ню Йорк, където живее до смъртта си. Двамата имат три деца.
Става известна със своите абстрактни скулптури и инсталации, както и с поредицата от големи скулптори на паяци, поставени пред някои от най-големите музеи за изкуство в различни краища на света.
Умира на 31 май 2010 г. на 98-годишна възраст.

## Творчество
Смятана в продължение на десетилетия за един от символите на феминизма, в последните години Луиз Буржоа казва, че е уморена от прекалено опростените и еднопланови трактовки на творбите ѝ. В различни периоди от творчеството ѝ тя е била близо и до експресионистите, и до сюрреалистите, и до модернистите, изпитвала е влиянието на Макс Ернст и Константин Брънкуш и самата тя е повлияла на Ева Хесе, Джонатан Боровски, Анет Месаже. Била е част от кръга на Льо Корбюзие, Миро и Танги и спокойно можеше да се нареди до Пабло Пикасо и Анди Уорхол. Но творчеството ѝ е дълбоко индивидуално – фигуративността е основният ѝ белег, неразделно съчетана с абстрактното и изпълнена с много геометрия, в която експресионизмът е екзистенциализъм, а индивидуалното е митологизирано.
Въпреки че Буржоа е световноизвестна със своите скулптури-паяци, които дори ѝ печелят прозвището жената-паяк, творчеството ѝ е опряно на личния ѝ опит и личното преживяване. Отворено е за всякакви материали – гипс, пластмаса, тъкани, дърво, цимент, латекс, каучук, бронз, мрамор. Повтарящите се форми съществуват в клетки, пещери и леговища и внушават дълбока сексуалност на произведенията ѝ. Техниките също са неограничени – от живописта и рисунката до гравюрата, от скулптурата до архитектурата. Стилът ѝ може да се определи като „емоционален индивидуализъм“ и както правилно отбелязва един изкуствовед: „Луиз Буржоа не е от творците, които тичат след модата, точно обратното – чакат модата да ги настигне.“
Сред най-прочутите ѝ скулптури е често излаганата „Изследване на природата“ (1984), сфинкс без глава, с мощни нокти и множество гърди. Най-провокативната ѝ творба е „Fillette“ (1968), огромен свободно стоящ в пространството латексов фалос.
Нейните многобройни фигури от бели гипсови мъжки фалоси, изложени в нюйоркския музей Гугенхайм през 2008 г. не шокират, а привличат и предизвикват усмивки. На нейния най-известен портрет от 1982 година, направен от фотографа Робърт Мейпълторп, топло усмихнатото сбръчкано лице на художничката стои редом с огромни мъжки гениталии и излъчва женственост, уязвимост и твърдост едновременно и една неподправена сексуалност. Аскетичните „Женски небостъргачи“, изложени в лондонската Тейт Модърн през 2007 г. излъчват всъщност разкош и лукс – този духовен разкош и творчески лукс, които са характерните черти на изкуството на най-голямото дамско име в съвременното изобразително изкуство.
В един толкова доминиран от мъжкото начало свят, дори да се казваш Луиз Буржоа и да носиш в сърцето си фантазия и творчески размах с мощта на ядрена централа, успехът не идва лесно. Първата си ретроспективна изложба тя прави на... 71 години не къде да е, а в Музея на модерното изкуство в Ню Йорк през 1982 г., чака още 5 години до първата си изложба в Европа, още 10, за да получи първата си награда „Златен лъв“. За да стигнем до 2008 г., когато лично френският президент Никола Саркози ѝ връчва Ордена на Френския легион в собствения ѝ дом. За щастие освен с огромен талант, съдбата я е дарила и с дълголетие. До самата си смърт на почти 99 години тя продължава да живее в дома си на Западна 20-а улица в Ню Йорк и продължава да е вдъхновение за милиони жени по света в стремежа им към творческа свобода.
„Всеки ден трябва да се отказваш от миналото си, тоест да го приемаш; когато човек не успее да го приеме, става скулптор“. Тези думи на Луиз Буржоа всъщност са ключът към тълкуването на цялото ѝ творчество – едно непрекъснато връщане към миналото, към травмите от детството, към освобождението от тях, едно непрекъснато възпроизводство на борческия ѝ дух.
Закъснелият триумф на Луиз Буржоа докосва и Атина. До 12 септември 2010 г. в Музея на кикладското изкуство в гръцката столица може да се види по-старата ѝ серия „Персонажи“. Създадени в периода 1947 – 1953 година, издължените ръбести фигури първоначално са изваяни от дърво с идеята да се направят и в бронз. С размерите на живи хора фигурите стоят на групи, един вид социални групи от изправени фигури. Комбинирани със стройните платнени колони, цикълът „Персонажи“ е едно от произведенията на скулпторката, които са оказали най-голямо влияние върху модерното изкуство на 20 век. Той ще бъде в компанията на внушителната скулптура „Avenza Revisited II“, върху която художничката работи в периода 1968 – 1969 година. Луиз Буржоа определя фигурата като част от серията „Антропоморфни пейзажи“ и е вдъхновена от едноименното италианско градче, известно с мраморните си кариери. В стилната сграда на ъгъла на улиците „Василисис Софияс“ и „Неофитос Дукас“ е изложена още и по-новата ѝ серия червени гваши – поредното свидетелство колко обсебена е Буржоа от идеята за връзките, семейството, сексуалния акт, бременността и отглеждането на децата. Куратор на изложбата е Грегор Мюир, директор на лондонската Hauser & Wirth.

## Признание и награди
- 1977: Доктор хонорис кауза на Йейлския университет
- 1981: Член на Американската академия на изкуствата и науките[4]
- 1990: Член на Националната академия по дизайн[5]
- 1991: Носител на наградата за цялостен принос в съвременната скулптура на Международния център по скулптура в Хамилтън, Ню Джърси, САЩ
- 1997: Носител на националния медал за изкуство на САЩ
- 1999: Носител на Императорската награда за цялостен принос
- 1999: Златен лъв на Венецианското биенале
- 2003: Наградата за изкуство на фондация „Волф“ (Йерусалим)
- 2005: Австрийско отличие за наука и изкуство[6]
- 2008: Орден на почетния легион
- 2009: Отличие на Националната женска зала на славата